# ديف ليبارد
ديف ليبارد (بالإنجليزية: Def Leppard)‏ هي فرقة روك إنجليزية تشكلت في 1977 في شفيلد كجزء من حركة الموجة الجديدة لموسيقى الهيفي ميتال البريطانية. منذ 1992، تألفت الفرقة من جو إليوت (الغناء)، ريك سافج (غيتار البيس، مساعد الغناء)، ريك ألين (الطبول، مساعد الغناء)، فيل كولين (الإيتار، مساعد الغناء)، وفيفيان كامبل (الإيتار، مساعد الغناء). تعتبر هذه أطول تشكيلة مستمرة للفرقة.
أقوى النجاحات التجارية للفرقة أتى بين أوائل ثمانينات وأوائل تسعينات القرن العشرين. ألبوم 1981، هاي 'ن' دراي، كان من إنتاج روبرت جون "مات" لانج، الذي ساعدهم في تمييز أسلوبهم الغنائي، والأغنية البارزة للألبوم، «برينغين أون ذا هارتبريك»، صارت من بين أولى فيديوهات الروك التي عُرضت على إم تي في في 1982. ألبوم الاستوديو اللاحق للفرقة، بايرومانيا في يناير 1983، بأغنيته الرئيسية «فوتوغراف»، أدخل ديف ليبارد إلى عالم الشهرة. في الولايات المتحدة، حصل بايرومانيا على شهادة «ماسي» (10× بلاتيني). في 2003، احتل الألبوم المركز 384 في قائمة رولينغ ستون "أفضل 500 ألبوم الأكثر تأثيرا عبر كل العصور".
تصدر ألبوم ديف ليبارد الرابع هستيريا الذي أُصدر في أغسطس 1987 لوائح الألبومات البريطانية والأمريكية. بحلول عام 2009، تجاوزت نجاحاته تلك لألبوم بايرومانيا، بحصوله على شهادة 12× «بلاتيني» بمبيعات تجاوزت 12 مليون في الولايات المتحدة وتجاوزت مبيعاته 25 مليون نسخة في أنحاء العالم. احتوى الألبوم على سبع أغانٍ منفردة ناجحة، بما فيها متصدرة بيلبورد هوت 100 الأمريكية «لاف بايتس»، إلى جانب «بور سام شغر أون مي» و«هستيريا» و«أرماغيدون إت» و«أنيمال» و«روكيت» و«وومن». وصل ألبوم الاستوديو اللاحق للفرقة أدرينالايز (الألبوم الأول بعد وفاة عازف الإيتار ستيف كلارك) للمرتبة الأولى على القائمتين الأمريكية والبريطانية في 1992، واحتوى عدة أغانٍ ناجحة، بما فيها «ليتس غيت روكد» و«هاف يو إيفر نيدد سام وان سو باد». احتوى ألبوم 1993، ريترو أكتيف على الأغنية الصوتية الناجحة «تو ستيبس بيهايند»، بينما برزت الأغنية الناجحة في المملكة المتحدة، «وين لاف أند هيت كولايد» في ألبوم أفضل الأغاني فاولت الذي صدر عام 1995.
بكونهم بين أفضل الموسيقيين مبيعاً في العالم، باعت فرقة ديف ليبارد أكثر من 100 مليون نسخة حول العالم، وتمتلك ألبومين بشهادة «ماسي» من رابطة صناعة التسجيلات الأمريكية، بايرومانيا وهستيريا. تعتبر ديف ليبارد واحد من فرق الروك الخمس الوحيدة بألبومي استوديو تجاوزت مبيعاتهما أكثر من 10 ملايين نسخة في الولايات المتحدة. حصلت الفرقة على المركز #31 في قائمة في إتش 1 «أعظم 100 فنان للهارد روك» والمركز #70 على قائمة «أعظم 100 فنان في كل العصور».

## تاريخ الفرقة

### السنوات الأولى (1977-1979)
أنشأ ريك سافج وتوني كيننغ وبيت ويليس، جميعهم طلاب في مدرسة تابتون في شفيلد، جنوب يوركشير، فرقة باسم أتوميك ماس في 1977. تألفت الفرقة في البداية من ويليس على الإيتار، وسافج على غيتار البيس (بعد عزفه للإيتار في البداية)، وكيننغ على الطبول. في عمر الثامنة عشر ذاك الوقت، قام جو إليوت بتجربة عزف الإيتار للفرقة بعد لقائه صدفة مع ويليس بعد أن فاتته حافلة في نوفمبر 1977. أثناء تجربة أدائه، تقرر أن دور المغني الرئيسي يلائمه أكثر. تجربتهم الأولى كانت في قاعة طعام المبنى أ في مدرسة وستفيلد في موسبورو، شفيلد.

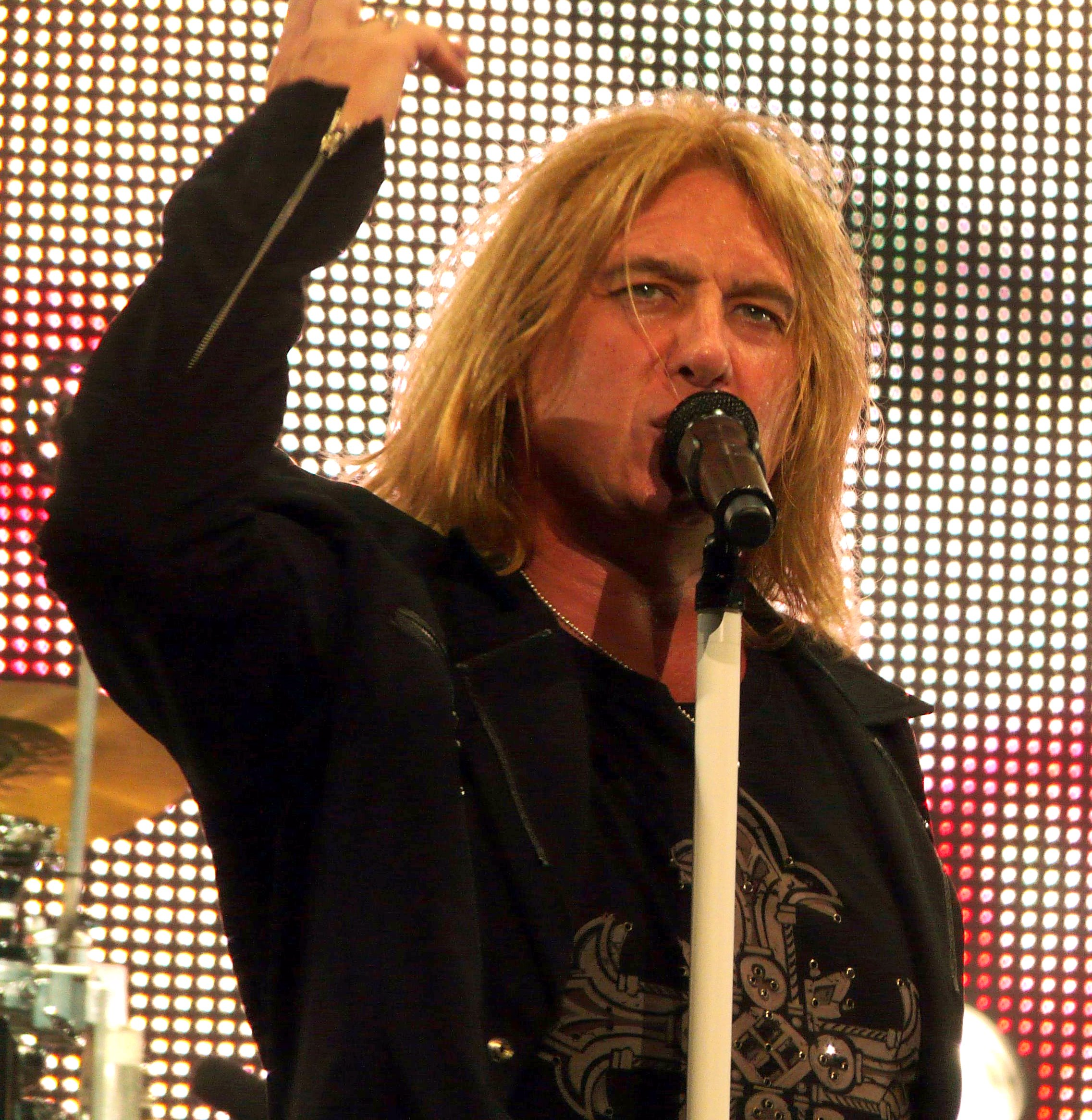
المغني الرئيسي جو إليوت

تبنت الفرقة اسماً اقترحه إليوت، "ديف ليوبارد (بالإنجليزية: Deaf Leopard)‏"، الذي كان في الأصل اسم فرقة اخترعه أثناء كتابته لمراجعات عن فرق روك خيالية في حصة اللغة الإنجليزية (وإشارة جزئية إلى لد زبلين). بناء على اقتراح كيننغ، تم تعديل التهجئة قليلاً لإبعاد الاسم نوعاً ما عن اسم فرقة بانك. في يناير 1978، انضم ستيف كلارك للفرقة. وفقاً لإليوت، نجح كلارك في تجارب الأداء بعد عزفه أغنية «فري بيرد» للينيرد سكينيرد بأكملها.
في نوفمبر، قبل بدء جلسات التسجيل للذي صار لاحقاً الإصدار ذا الثلاث أغانٍ ذا ديف ليبارد إي.بي.، غادر كيننغ الفرقة فجأة؛ قام لاحقاً بإنشاء فرقة كايرو. استُبدل كيننغ في تلك الجلسات بفرانك نون. بحلول نهاية الشهر، انضم ريك ألين ذو الخامسة عشر عاماً حينها للفرقة كعازف الطبول الرئيسي. طفرت مبيعات الاسطوانة المطولة بعد أن أُعطيت الأغنية «غيتشا روكس أوف» وقتاً مطولاً على الهواء من قِبل دي جي بي بي سي راديو 1 المعروف جون بيل، المعتبر حينها بطلاً للبانك روك وموسيقى الموجة الجديدة.
خلال عام 1979، حصلت الفرقة على متابعين مخلصين من بين معجبي الهارد روك والهيفي ميتال البريطانيين واعتبرت ديف ليبارد من قادة حركة الموجة الجديدة لموسيقى الهيفي ميتال البريطانية. قادت شعبيتهم النامية إلى صفقة تسجيلات مع الشركة الكبيرة فونوغرام/فيرتيغو (ميركري ريكوردز في الولايات المتحدة). تم طرد الإدارة الأصلية لديف ليبارد، إم إس بي، وهي عبارة عن ثنائي محلي مكون من بيت مارتن وفرانك ستوارت-براون، بعد عراك جسدي بين إليوت ومارتن بشأن حادث على الطريق. تقربت الفرقة من بيتر مينش من إدارة ليبر-كريبس، الذي حجز لهم جولة في المملكة المتحدة لدعم أيه سي/دي سي. مينش، الذي اعترف بأنه قد وضع الفرقة نصف عينيه، صار مديراً لها.

### الطريق للشهرة (1980-1983)
أصدر الألبوم الأول لديف ليبارد، أون ثرو ذا نايت، في 14 مارس 1980. بالرغم من وصول الألبوم للـ15 الأوائل في المملكة المتحدة، إلا أن العديد من المعجبين الأوائل شعروا بالإحباط بسبب فكرة أن الفرقة كانت تحاول بجد أكثر من اللازم أن تتقرب من الجمهور الأمريكي بتسجيل أغانٍ مثل «هيلو أميريكا» والتجاول بشكل أكبر في الولايات المتحدة (لدعم بات تريفرز وأيه سي/دي سي وتيد نيوجنت). تشوه أداء الفرقة في مهرجان ريدينغ في أغسطس عندما عبر أعضاء الجمهور عن استيائهم برشق الفرقة بعلب البيرة وقوارير مملوءة بالبول. جزء من اللوم على هذا الحادث يقع على القصة الرئيسية لمجلة ساوندز للصحفي جيف بارتون بعنوان «هل غير الليبارد [الفهد] رقطه؟» متهماً الفرقة ببيع التذاكر للسوق الأمريكي. في فيلم وثائقي عن الفرقة تم تسجيله لبي بي سي 2، يتذكر بارتون شعوره بالذنب بشأن القصة وجداله مع مدير الفرقة مينش وراء كواليس المسرح. في سلسلة الأفلام الوثائقية ميتال إيفوليوشن، قال جو إليوت أن الإعلام بالغ في نشر الحدث وأن جميع الفرق ذاك اليوم تعرضت لنفس «الإساءة» من قِبل الجمهور.

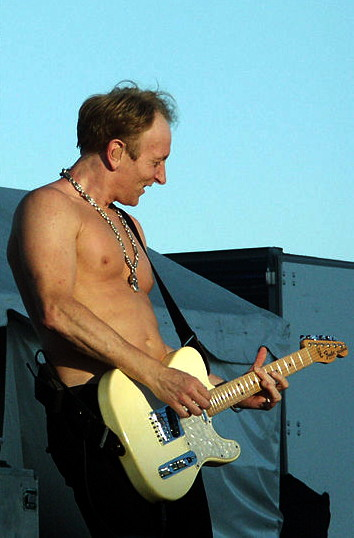
عازف الغيتار الرئيسي المشترك فيل كولين

لفتت الفرقة بحلول ذاك الوقت انتباه منتج أيه سي/دي سي، روبرت جون "مات" لانج، الذي وافق على العمل على ألبوم الفرقة الثاني، هاي 'ن' دراي، الذي أُصدر في 11 يوليو 1981. أسلوب لانج شديد الدقة في الاستوديو ساعد الفرقة على البدء في تمييز أسلوبها الموسيقي. بالرغم من أرقام مبيعات الألبوم الغير مبهرة، إلا أن فيديو الفرقة لأغنية «برينغين أون ذا هارتبريك» صار واحداً من أوائل فيديوهات الميتال التي عُرضت على إم تي في 1982، مما أعطى الفرقة بروزاً متزايداً في الولايات المتحدة. استمرت الفرقة في استعمال صناعة التلفزيون الموسيقي المتزايدة النجاح للوصول للمعجبين مع مرور السنين بفيديوهاتها الفريدة وإفراطها في الحفلات الموسيقية. تبع إصدار الألبوم جولة أوروبية. انفتحت الفرقة لأوزي أوزبورن وبلاكفوت.
استبدل فيل كولين، عازف الإيتار السابق لفرقة الجلام غيرل، بيت ويليس في 12 يوليو 1982، الذي طُرد في اليوم السابق بسبب إفراطه في شرب الكحول أثناء العمل. (عاد ويليس في وقت لاحق للعزف مع فرقتي غوغماغوغ ورودهاوس). حدث هذا التغيير في الطاقم أثناء فترة تسجيل الألبوم الثالث، بايرومانيا، الذي أُصدر في 20 يناير 1983 ومن إنتاج لانج. احتوى غلاف الألبوم على صورة متحركة للهب هائل مندلع من الطابق العلوي لناطحة سحاب، بعلامة مركز الهدف مسددة نحو اللهب. بالرغم من رفض العديد من المتاجر عرض الألبوم للبيع بسبب الغلاف إلا أن الفرقة لم تقم بتغييره. حولت الأغنية الرئيسية، «فوتوغراف»، ديف ليبارد إلى اسم ذائع الصيت، مطيحة بأغنية مايكل جاكسون، «بيت إت» كمقطع الفيديو الأكثر طلباً على إم تي في وصارت أغنية ثابتة في إذاعات الروك (مسيطرة على قوائم ألبومات الروك الأمريكية لستة أسابيع)، وهيأت الطريق لجولة تصدرت الصحف في أرجاء الولايات المتحدة.
بفضل «فوتوغراف» والأغاني المنفردة «روك أوف إيجز» و«فولين»، استمر بايرومانيا في مبيعات وصلت إلى 6 ملايين نسخة في 1983 (أكثر من 100,000 نسخة كل أسبوع في ذلك العام) ولم يمنعه من الوصول لقمة قوائم الألبومات الأمريكية سوى ألبوم مايكل جاكسون، ثريلر. مع النجاح الهائل للألبوم، كان بايرومانيا حافز حركة البوب-ميتال في ثمانينات القرن العشرين. في 2004، حصل بايرومانيا على شهادة «ماسي» بتخطي مبيعاته ل10 ملايين نسخة في الولايات المتحدة. جولة ديف ليبارد الأمريكية لدعم بايرومانيا بدأت بالانفتاح لبيلي سكويير في مارس وانتهت بأداء تصدر العناوين الرئيسية بجمهور قدره 55,000 في استاد جاك مورفي في سان دييغو، كاليفورنيا في سبتمبر. كشهادة على شعبية الفرقة في ذاك الوقت، كشف تصويت قامت به غالوب أمريكا عن ديف ليبارد كفرقة الروك المفضلة فوق نظراء مثل الرولينج ستونز، وأيه سي/دي سي، وجورني. رغم ذلك، سيطرت دوران دوران على المركز الأول في موطن الفرقة الأصلي، إنجلترا.

### حقبةهستيريا(1984-1989)
تعقيباً على نجاحها الساحق، انتقلت الفرقة إلى دبلن في فبراير 1984 لأسباب ضرائبية لبدء كتابة الألبوم اللاحق لـبايرومانيا. انضم لانج بادئ الأمر للفرقة في جلسات كتابة الأغاني، لكنه رفض بشكل مفاجئ العودة كمنتج بسبب الإجهاد. عوضاً عنه، جُلب جيم ستاينمان (من بات أوت أوف هيل لميت لوف) للإنتاج.

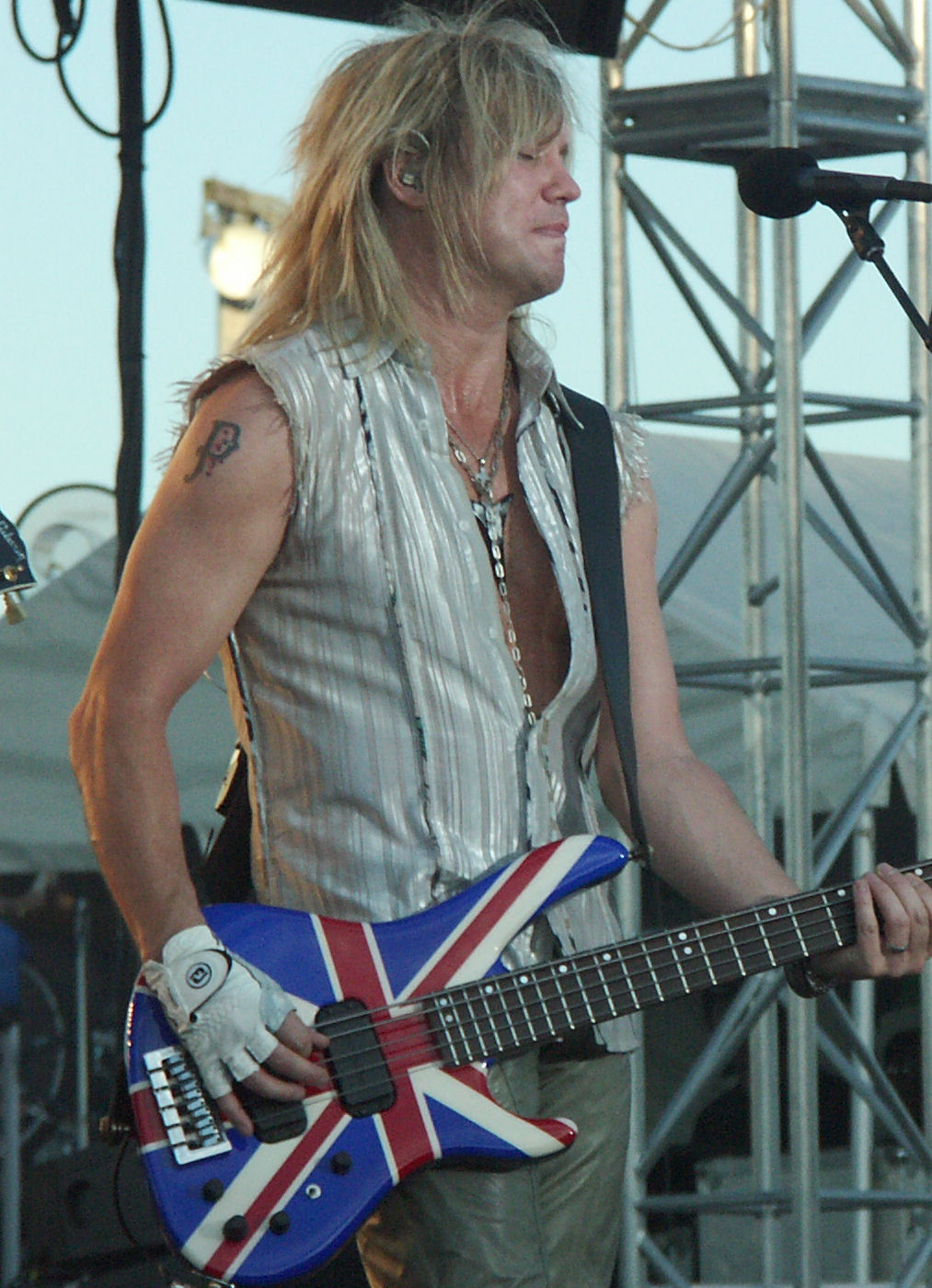
عازف غيتار البيس ريك سافج

في 31 ديسمبر 1984، فقد عازف الطبول ريك ألين ذراعه اليسرى في حادث مروري على طريق أ57 على التلال خارج موطن الفرقة الأصلي، شفيلد. كان ألين يقود السيارة مع حبيبته الهولندية، ميريام باريندسن، عندما انحرفت سيارته الكورفيت عن الطريق عند انعطافة حادة واصطدمت بجدار حجري جاف. بالرغم من قسوة الحادث، كان ألين ملتزماً بمواصلة دوره كعازف الطبول لديف ليبارد، وأدرك أن بإمكانه استعماله قدميه لعزف بعض الإيقاعات بالطبول التي كان يقوم بها سابقاً بذراعيه. عمل ألين بعد ذلك مع سيمونز لتصميم طقم طبول إلكترونية خصيصاً له. ساند أعضاء الفرقة الآخرون ألين في تعافيه ولم يبحثوا عن بديل. وُضع ألين في استوديو منفصل ليتدرب على استعمال طبوله الجديدة. بعد بضعة أشهر، قام ألين بتجميع أعضاء الفرقة وعزف مقدمة نسخة لد زبلين من «وين ذا ليفي بريكس» لعرض تقدمه للفرقة. عبر إليوت عن تلك اللحظة كونها «لحظة عاطفية للغاية». أثناء هذه الفترة، عاد مات لانج كمنتج للفرقة. أحضرت ديف ليبارد جيف ريتش في أغسطس 1986 للعزف بجانب ألين أثناء الجولة الإحمائية الصغيرة في إيرلندا، لكن بعد تفويت ريتش لأحد العروض، أدرك هو والفرقة أن بمقدور ألين عزف الطبول بمفرده. خُتمت عودة ألين في مهرجان مونسترز أوف روك عام 1986 في إنجلترا، مع تصفيق عاطفي للغاية بعد أن قام إليوت بتقديمه للجمهور.

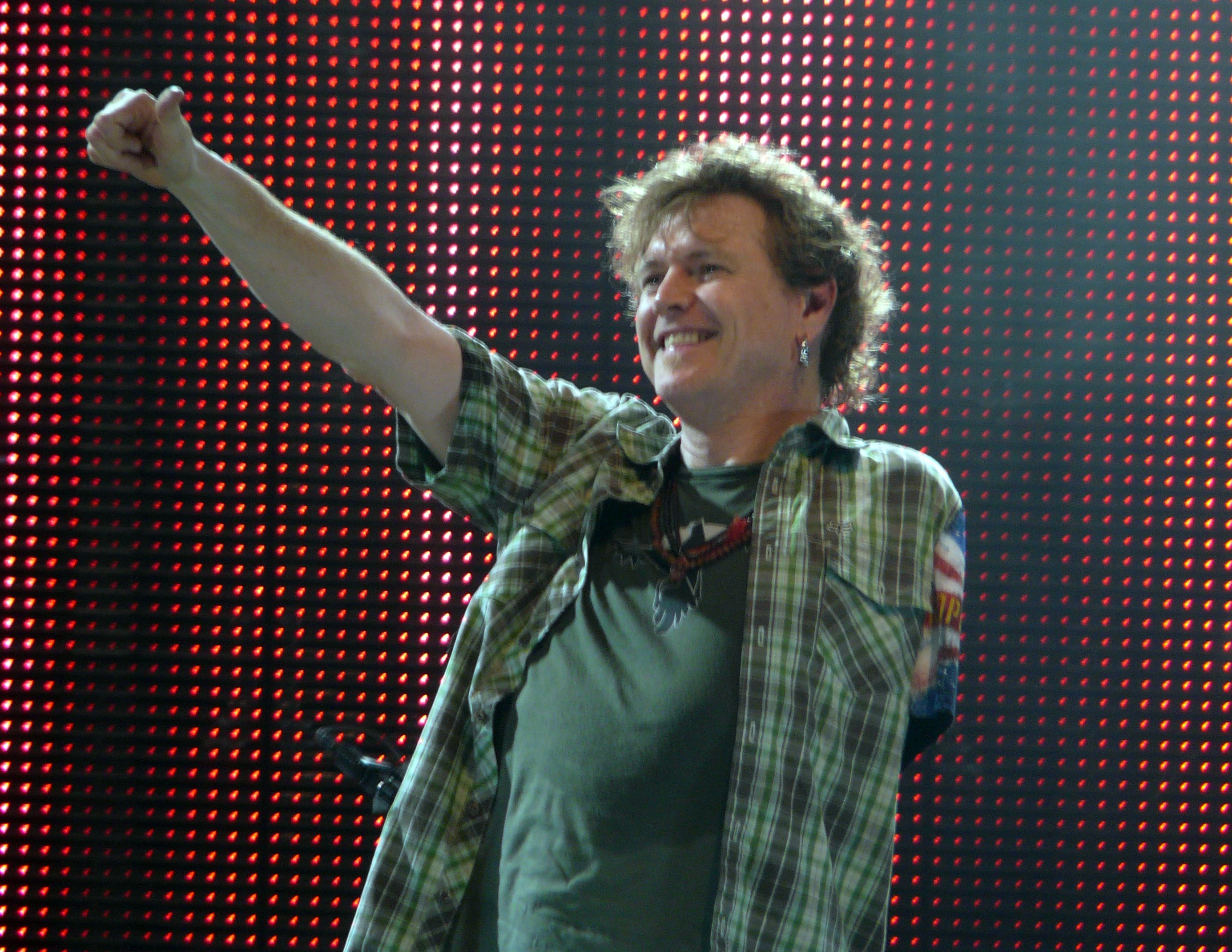
بعد فقده لذراعه اليسرى في حادث مروري، استخدم عازف الطبول ريك ألين ساقيه لعزف بعض الإيقاعات على الطبول

بعد أكثر من ثلاثة أعوام من التسجيل، أُصدر ألبوم ديف ليبارد الرابع هستيريا في 3 أغسطس 1987. أغنية الفرقة المنفردة الأولى من الألبوم، «أنيمال»، صارت أغنية الفرقة الأولى التي وصلت لأفضل 10 أغانٍ في المملكة المتحدة بوصولها للمرتبة السادسة في قائمة الأغاني المنفردة البريطانية. بدأت «أنيمال» أيضاً مسيرة ديف ليبارد بعشر أغان متصلة لأفضل 40 أغنية منفردة في قائمة بيلبورد هوت 100 الأمريكية. تصدر هستيريا فوراً قائمة ألبومات المملكة المتحدة في أسبوع إصداره الأول، ومنذ حينها، بقي الألبوم على القائمة لمدة 105 أسابيع. كانت مبيعات الألبوم الأولية في الولايات المتحدة بطيئة نسبياً (مقارنة بـبايرومانيا) حتى إصدار الأغنية المنفردة الرابعة، «بور سام شغر أون مي». وصلت الأغنية للمرتبة الثانية، ووصل هستيريا أخيراً لصدارة بيلبورد 200 الأمريكية في يوليو 1988. «بور سام شغر أون مي»، التي عادة ما تعتبر أغنية الشارة للفرقة، حصلت على المركز 2 على قائمة في إتش 1، «أعظم 100 أغنية من الثمانينات» في 2006.
نجاح الفرقة في المملكة المتحدة رشحها لجائزة بريت 1988 لأفضل مجموعة بريطانية. في أكتوبر 1988، وصلت أغنية البالاد «لاف بايتس» للمرتبة الأولى على قائمة بيلبورد هوت 100. في يناير 1989، حصدت الفرقة نجاحاً آخر في الولايات المتحدة بوصول «أرماغيدون إت» للخمس الأوائل، وبحلول ربيع 1989، وصلت الأغنية المنفردة الأخيرة «روكيت» للـ20 الأوائل. برغبة إعطاء المعجبين شيئاً جديداً بعد البث الهائل على المذياع والتلفاز ليس فقط بالأغاني المنفردة السبع لكن أيضاً بل إضافة إلى أغاني الألبوم الأخرى التي كان دي جي الإذاعات يعرضونها من الألبوم، قامت الفرقة بغناء «تير إت داون»، إحدى أغاني الجانب-ب لهستيريا، في جوائز الأغاني المصورة لإم تي في 1989. تبعاً لردود فعل المعجبين الإيجابية، أُعيد العمل على الأغنية لألبوم الفرقة اللاحق، أدرينالايز.
يعتبر هستيريا واحداً من الألبومات القليلة التي حصلت على سبع أغانٍ منفردة أو أكثر على قائمة الـ«هوت 100»: «وومن» (#80)، و«أنيمال» (#19)، و«هستيريا» (#10)، و«بور سام شغر أون مي» (#2)، و«لاف بايتس» (#1)، و«أرماغيدون إت» (#3)، و«روكيت» (#12). بقي الألبوم على القوائم لثلاثة أعوام وبيعت منه أكثر من 25 مليون نسخة حول العالم. كانت الجولة الجولة المرافقة للألبوم مساوية له في النجاح، التي قامت الفرقة فيها بالغناء في مسرح مستدير. أُثبت هذه الفكرة شعبية واسعة مع المعجبين (كما ظهر في فيديوهات «بور سام شغر أون مي» و«أرماغيدون إت») واستُعملت مجدداً في جولة أدرينالايز.
في جوائز بريت 1989 التي أُقيمت في قاعة ألبرت الملكية في لندن، رُشحت ديف ليبارد مرة أخرى لأفضل مجموعة بريطانية، وغنت الفرقة «بور سام شغر أون مي» أثناء المراسم. في جوائز الموسيقى الأمريكية 1989، فازت ديف ليبارد بجائزة «فنان الهيفي ميتال/هارد روك المفضل»، إضافة إلى جائزة «ألبوم الهيفي ميتال/هارد روك المفضل» (لألبوم هستيريا).

### أدرينالايز، موت كلارك، وتغير في الاتجاه الموسيقي (1990-1999)

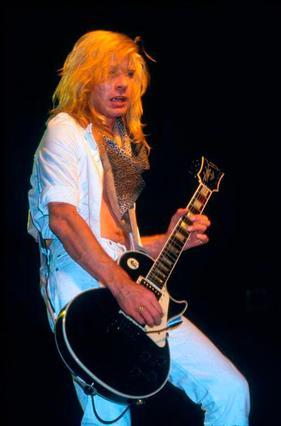
توفي عازف الغيتار الرئيسي المشارك السابق ستيف كلارك في لندن في 1991

بعد هستيريا، بدأت الفرقة التخطيط بسرعة للعمل على ألبومها الخامس، على أمل تجنب فجوة مطولة أخرى. إدمان كلارك للكحول آل لوضع أسوأ لدرجة اضطراره لإعادة التأهيل بشكل مستمر. عانت فترات التسجيل من هذه المشكلة، وفي منتصف عام 1990، أُعطي كلارك إجازة مرضية من العمل مع الفرقة لمدة ستة أشهر. توفي كلارك بسبب خليط من الوصفات الطبية والكحول في 8 يناير 1991، في منزله في لندن.
قرر أعضاء الفرقة الباقون الاستمرار وتسجيل الألبوم كفرقة رباعية، مع قيام كولين بتقليد أسلوب كلارك في أجزاء الإيتار التي كان مخططاً لكلارك عزفها. أُصدر ألبوم ديف ليبارد الخامس، أدرينالايز أخيراً في 31 مارس 1992. دخل الألبوم في نفس الوقت في المرتبة الأولى في كل من قائمتي الألبومات الأمريكية والبريطانية، وبقي في القائمة الأولي في المرتبة الأولى لمدة 5 أسابيع. لاقت الأغنية المنفردة الأولى، «ليتس غيت روكد»، نجاحاً كبيراً مباشراً وغنت الفرقة الأغنية في جوائز الأغاني المصورة لإم تي في عام 1992، حيث رُشحت لأفضل فيديو للعام. في أبريل 1992، ظهرت ديف ليبارد في حفلة تقدير فريدي ميركري في ملعب ويمبلي، لندن، مقدمة مجموعة أغانٍ ثلاث مؤلفة من «أنيمال»، و«ليتس غيت روكد»، وأغنية كوين، «ناو آم هير» مع عازف الإيتار برايان ماي. قام إليوت لاحقاً بغناء «تاي يور ماذر داون» مع بقية أعضاء فرقة كوين وعازف غيتار غنز آن روزز سلاش

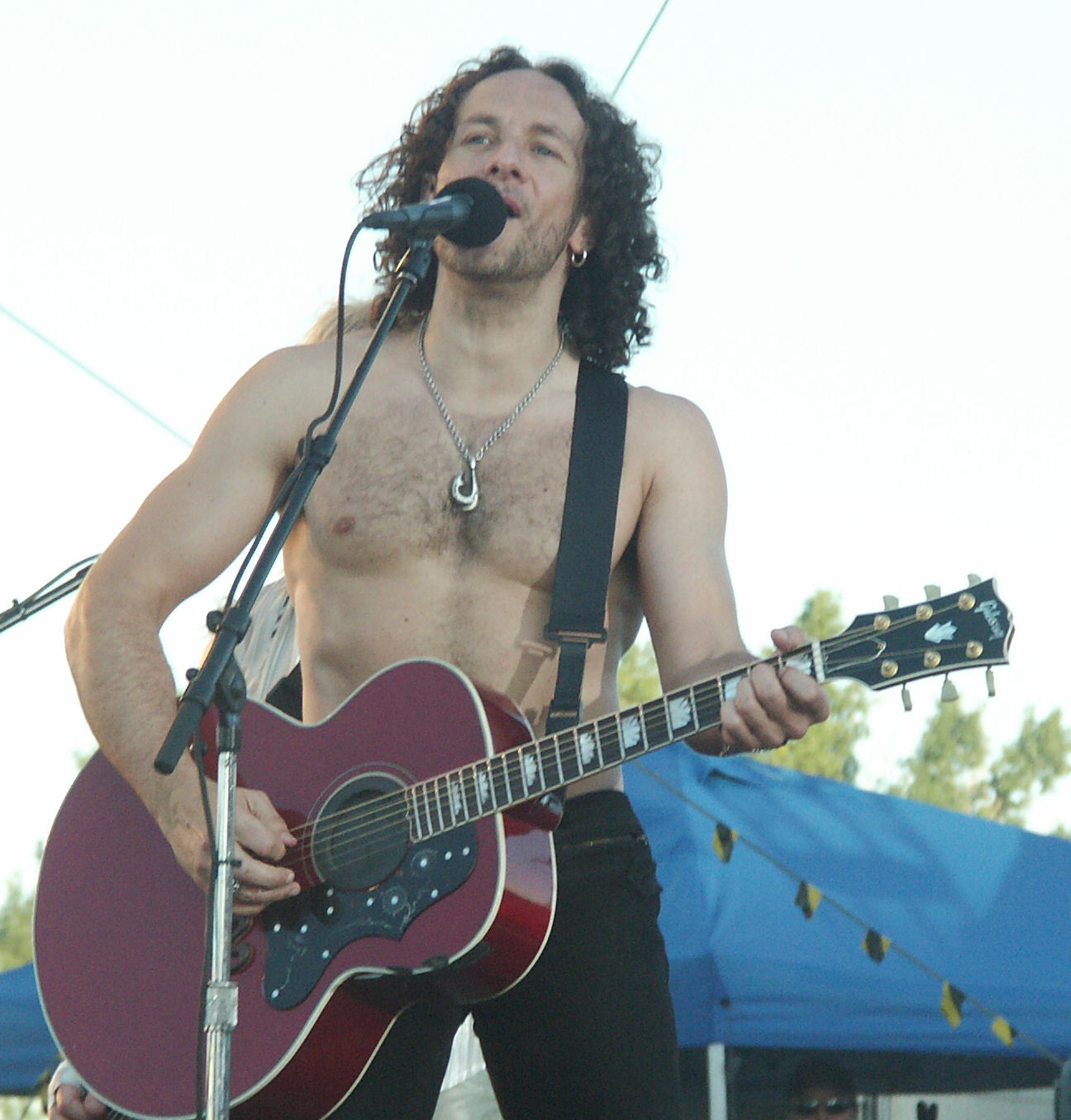
استبدل فيفيان كامبل ستيف كلارك في 1992

في فترة ما بين أواخر 1991 وأوائل 1992. بدأت تجارب الأداء لبديل كلارك. من بين عازفي الإيتار الذين قاموا بتجارب الأداء: أدريان سميث، وجون سايكس، وغاري هوي. في النهاية، اختارت الفرقة فيفيان كامبل في فبراير 1992، عازف الإيتار لديو ووايتسنيك. تبع الألبوم جولة عالمية أخرى، لكن أرباح الألبوم بدأت تتأثر بنهضة الروك البديل، بما فيه الغرنج.
أُصدرت مجموعة من الجانب-ب والأغاني التي لم تُصدر التي سُجلت في فترة ما بين 1984 و1993 في ألبوم بعنوان ريترو أكتيف في أكتوبر 1993، الألبوم الذي سُبق بنجاح «تو ستيبس بيهايند» (من فيلم أرنولد شوارزنيجر، لاست أكشن هيرو). وصلت أغنية منفردة أخرى، «ميس يو إن أ هارتبيت» لأفضل 5 أغانٍ في كندا، حيث صارت إحدى أكثر أغاني الفرقة نجاحاً هناك. بيعت 3 ملايين نسخة من ريترو أكتيف في أنحاء العالم حتى اليوم. بعد عامين، أصدرت ديف ليبارد ألبوم مجموعة أفضل أعمالها الأول، فاولت: ديف ليبارد غريتست هيتس (1980-1995)، الذي وصل للمرتبة الثالثة في المملكة المتحدة وبيعت منه أكثر من 5 ملايين نسخة في الولايات المتحدة. أُصدر ترتيب بديل للأغاني في الألبوم في أمريكا الشمالية، المملكة المتحدة، واليابان. احتوت التجميعة على أغنية جديدة، أغنية البالاد «وين لاف أند هيت كولايد»، التي صارت أكبر نجاحات الفرقة في المملكة المتحدة بوصولها للمرتبة الثانية على قائمة الأغاني المنفردة في المملكة المتحدة.
في 23 أكتوبر 1995، دخلت الفرقة موسوعة غينيس للأرقام القياسية بتقديمها ثلاث حفلات موسيقية في ثلاث قارات في يوم واحد (طنجة، المغرب؛ لندن، المملكة المتحدة؛ وفانكوفر، كندا).
سلانغ، المصَدر في مايو 1996، وضع علامة تغير موسيقي جذري للفرقة بإبرازه كلمات أغانٍ مظلمة وأسلوب روك بديل مجرد. تدربت الفرقة وعزفت الأغاني معاً في الاستوديو بدلاً من تسجيل الأغاني بشكل منفصل، مما نتج عنه ألبوم مائل للعروض الحية. سجل استقبال الجمهور الأمريكي للألبوم وجولته المرافقة تراجعاً كبيراً مقارنة بالعقد السابق، لكن مجلة كيو صنفت الألبوم كواحد من أفضل 10 ألبومات لعام 1996. كان لهذا الألبوم العزف الأول لألين بطقم طبول شبه صوتية منذ الحادث، وليس طقمه الإلكتروني كما استعمل لأول مرة في هستيريا.
أحيت في إتش 1 أرباح الفرقة في الولايات المتحدة في 1998 بإبرازها في واحدة من أولى حلقات بيهايند ذا ميوزك. جلبت إعادات عرض للحلقة بعضاً من أعلى تقييمات المسلسل وأعادت موسيقى الفرقة إلى الوعي العام (بعد سنوات من النسيان داخل جو الروك البديل). عُرضت باروديا أيضاً للحلقة على ساترداي نايت لايف. في محاولة للاستفادة من هذه القوة الدافعة الجديدة، عادت ديف ليبارد لأسلوبها الكلاسيكي مع ألبوم 1999، يوفوريا. الأغنية المنفردة الأولى، «بروميسس» لمت شمل الفرقة مع مات لانج ووصلت للمرتبة الأولى في قائمة الروك السائد لمدة 3 أسابيع. حصل الألبوم على شهادة «ذهبي» في الولايات المتحدة وكندا.

### 2000-2007
في 5 سبتمبر 2000، أُضيفت ديف ليبارد إلى ممر الشهرة للروك في ميدان سانسيت في هوليوود من قِبل صديق الفرقة، برايان ماي من كوين. في 2001، أنتجت في إتش 1 وبثت هستيريا - ذا ديف ليبارد ستوري، وهو فيلم سيرة ذاتية مثل فيه أنتوني مايكل هال دور مات لانج، وأمبير فاليتا دور لوريلاي شيليست (حبيبة ستيف كلارك). غطت الدراما الوثائقية تاريخ الفرقة من 1977 حتى 1986، سرداً لمتاعب ونجاحات ريك ألين وستيف كلارك. لا يزال بث 18 يوليو ينتج بعضاً من أعلى تقييماً القناة وهو متوفر على الدي في دي.
ألبوم ديف ليبارد العاشر، X، أظهر انتقال الاتجاه الموسيقي للفرقة نحو البوب وابتعاداً عن جذور الفرقة في الهارد روك. اختفى X من القوائم بسرعة، مما جعله في النهاية أقل إصدارات الفرقة نجاحاً. مع ذلك، لعبت الجولة المرافقة دوراً قوياً في أكبر جماهير الفرقة منذ أدرينالايز.
أُصدرت مجموعة موسعة ومحدَّثة لأفضل الأعمال، بيست أوف، دولياً في أكتوبر 2004. النسخة الحصرية لأمريكا الشمالية، روك أوف إيجز: ذا ديفينيتف كوليكشن، أًصدرت في مايو اللاحق. شاركت ديف ليبارد في عرض لايف 8 في فيلادلفيا وتجولت في الصيف مع براين آدمز. في 2005، تركت الفرقة فريق إنتاجها طويل الأمد، كيو-برايم، ووقعت مع إدارة إتش كي.
في 23 مايو 2006، أصدرت ديف ليبارد ألبوم الأغاني المقلدة بعنوان ياه!. يبرز الألبوم تحية لأغاني روك كلاسيكية من طفولة أعضاء الفرقة، المسجلة أصلاً بواسطة بلوندي، والكينكس، وذا سويت، وإيلو، وبادفينغر من بين آخرين. ظهر الألبوم لأول مرة في المرتبة #16 في الولايات المتحدة، ألبوم الفرقة العاشر على التوالي بين أفضل 20 ألبوم.
الفرقة، إلى جانب كوين، وكيس، وجوداس بريست، كانوا أول المُدخلين في قائمة «في إتش 1 روك أونورز» في 31 مايو 2006. أثناء العرض، قامت فرقة ذا أول أميريكان ريجيكتس بتحية ديف ليبارد بتقليد أغنية «فوتوغراف». بعد ذلك بوقت قصير، بدأت الفرقة جولة أمريكية مع جورني. في أكتوبر ذاك العام، أُعيد إصدار هستيريا بصيغة إصدار ممتاز بقرصين، الذي جمع الإصدار الأصلي المجدد مع الجانب-ب، وريمكسات، وأغانٍ إضافية من إصدارات الأغاني المنفردة. بدأت ديف ليبارد جولتها «داونستيج ثراست تور» في 27 يونيو، التي أخذت الفرقة في أرجاء الولايات المتحدة وإلى كندا. فرق الدعم كانت فورينر وستايكس.

### سونغز فروم ذا سباركل لاونج(2008-2009)

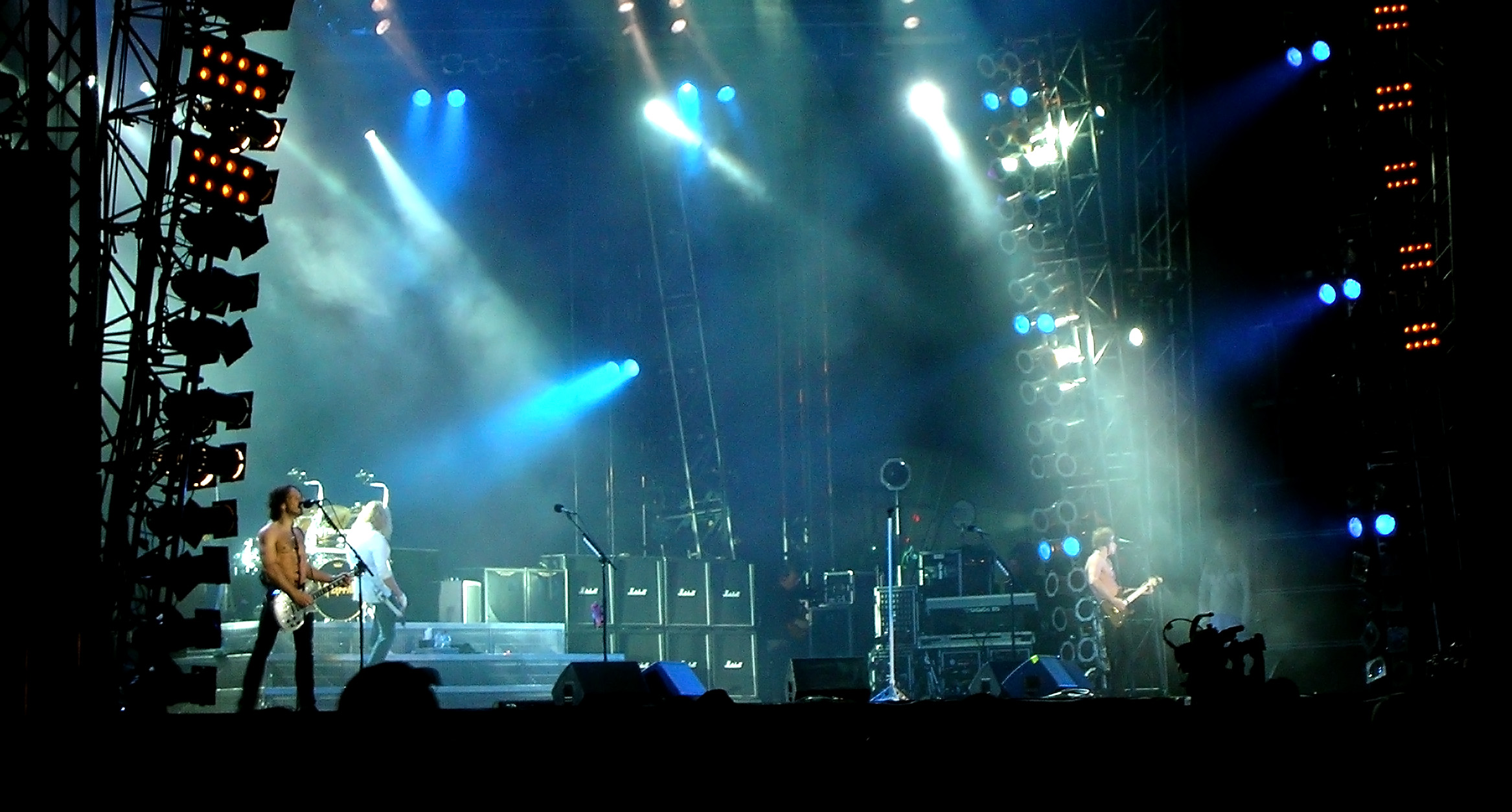
ديف ليبارد في مهرجان الروك السويدي عام 2008

في 28 أبريل 2008، أصدرت ديف ليبارد ألبومها الأول بمعدات استوديو جديدة منذ ست سنوات. ظهر الألبوم لأول مرة في المرتبة #5 على بيلبورد 200 في الولايات المتحدة. الأغنية المنفردة الأولى كانت بعنوان «ناين لايفز» التي ظهر فيها مغني الكونتري تيم ماكغرو، الذي بدوره ساهم في كتابة الأغنية مع كلٍ من جو إليوت، وفيل كولين، وريك سافج.
بدأت جولة لدعم الألبوم في 27 مارس 2008 في غرينسبورو، كارولينا الشمالية، مع انضمام ستايكس وريو سبيدويغن للفرقة في تواريخ الجولة الأمريكية. غنت الفرقة أيضاً في عدة مهرجانات روك أوروبية. حدثت جولة ميدانية في المملكة المتحدة في يونيو حيث تصدرت الفرقة العناوين الرئيسية للصحف إلى جانب وايتسنيك وقامت بدعم الفرقة مغنو الروك من جنوب أمريكا، بلاك ستون تشيري. عادت الفرقة بعد ذلك إلى أوروبا قبل عودتها مرة أخرى إلى المملكة المتحدة في يونيو. أول هذه التواريخ كان في غلاسكو إس.إي.سي.سي. في 17 يونيو. مرة أخرى، انضمت إليها وايتسنيك؛ لكن هذه المرة، قامت فرقة الهارد روك ثاندر بالدعم في بعض تلك العروض. استمرت بلاك ستون تشيري بدعم معظم التواريخ، بما فيها تلك التي شاركت فيها ثاندر. ستة من العروض التي أُلغيت خلال جزء الولايات المتحدة/كندا من جولة الفرقة العالمية بسبب مرض كل من جو إليوت وفيل كولين أُعيدت جدولتها وتقديمها في أغسطس من ذلك العام. في 11 يونيو، أعلنت ديف ليبارد عن تواريخ أخرى لجولة 2008 العالمية. أضافت هذه التوسعة في الجولة زيارة الفرقة لليابان، وأستراليا، ونيو زيلندا. استمرت وايتسنيك في دعم ديف ليبارد في تواريخ الجولة اليابانية والهندية. جالت ديف ليبارد 41 مدينة أمريكية إضافة إلى تورنتو، كندا في منتصف 2009 مع بويزن وتشيب تريك وغنت أيضاً في داونلود فيستفال مع وايتسنيك وزي زي توب.
في أكتوبر 2008، غنت الفرقة مع نجمة الكونتري تايلور سويفت في عرض مسجل في ناشفيل، تينيسي، في عرض باسم سي إم تي كروسرودز: تايلور سويفت آند ديف ليبارد. تم إصدارها على دي في دي في 16 يونيو 2009 حصرياً في وولمارت. كان هذا الإصدار أكثر الدي في ديات مبيعاً ذلك الأسبوع، وعاشر أفضل مبيعات وولمارت الموسيقية. كونها معجبة بالفرقة منذ طفولتها، اختارت تايلور سويفت ديف ليبارد للغناء معاً من أجل العرض، وغنائهما المشترك لـ«فوتوغراف» رُشح لكلٍ من أفضل غناء للعام وفيديو الكونتري المفتوح للعام في جوائز سي إم تي الموسيقية في 2009. قالت تايلور سويفت عن العرض، «الغناء مع ديف ليبارد كان رائعاً! إنهم أروع الأشخاص في العالم! كان ذلك أروع شيء في العالم بأن أكون على مسرح الغناء مع فرقتي المفضلة...كان ذلك أدهش المشاعر في العالم...» قال جو إليوت من ديف ليبارد، «كان من المسِّر جداً العمل مع تايلور وفرقتها المكونة من مجموعة رائعة من الموسقيين. اندمجنا أنا وتايلور بشكل جيد معاً، على ما أظن، والجميع، كلٌّ من الفرق والجمهور، حظوا بوقت رائع. أنا سعيد جداً بأننا حظينا بفرصة القيام بذلك».
في أكتوبر 2009، أعلنت الفرقة بأنها ستلغي الجزء الأخير من جولتها الأمريكية الشمالية بمجموع 23 عرضاً. صرحت الفرقة، «مشاكل شخصية غير متوقعة،» كسبب لإلغاء العروض. في ذلك الوقت، أنكرت الفرقة إشاعات عن انفصال الفرقة بقول، «نحن لن ننفصل. على الإطلاق. غالباً ما نمازح، ما الذي يمكننا فعله أيضاً؟ لا يمكنك تخيل القيام بشيء آخر.»

### الأحداث الأخيرة وألبومديف ليبارد(2010-الوقت الحالي)
بعد التوقف عن التجوال لمدة سنة في 2010، أعلنت ديف ليبارد في 22 فبراير 2011 أنها ستصدر ألبومها الحي الأول في الصيف. أُصدر ميرور بول — لايف آند مور، ألبوم حي بقرصين، بثلاث أغاني استوديو جديدة في بعض أرجاء أوروبا في 3 يونيو، وفي باقي أوروبا في 6 يونيو، وفي أمريكا الشمالية في 7 يونيو؛ أُعلن في نفس الوقت أن ديف ليبارد ستغني في داونلورد فيتسفال في 10 يونيو 2011. من بين أغاني الاستوديو الثلاث، أُصدرت اثنتان كأغنتين منفردتين؛ حيث أُصدرت الأولى، «أنديفيتد»، في أبريل 2011، والثانية، «إتس أول أباوت بيليفن» بعد أكثر من سنة لاحقاً في مايو 2012.
انطلقت ديف ليبارد في جولة أمريكية لشهرين في صيف 2011 مع هارت، إضافة إلى سبعة عروض أخرى في أستراليا في أكتوبر مع ذا كوايربويز وهارت،  وعرضين في اليابان في نوفمبر، وستة عروض في المملكة المتحدة في ديسمبر مع ستيل بانثر وموتلي كرو. في السنة اللاحقة، تجولت الفرقة مع بويزن وليتا فورد في الولايات المتحدة في صيف 2012 من 20 يونيو حتى 15 سبتمبر، بعنوان جولة «روك أوف إيجز 2012 تور».
في السنة التالية، غنت ديف ليبارد أحد عشر عرضاً في فندق وكازينو الهارد روك في لاس فيغاس، نيفادا من 22 مارس حتى 13 أبريل 2013. العرض الثابت، الذي سُمي فيفا! هستيريا، تضمن عرضاً بجزئين، مع إبراز العرض الأول لديف ليبارد مقدمة نفسها باسم «ديد فلاتبيرد»، (مسمية نفسها أفضل فرقة تقليد لديف ليبارد في العالم كمزحة)، مغنية أغانٍ نادراً ما تقوم بغنائها في العروض الحية، عودة إلى «غود مورنينغ فريدوم»، أغنية من الجانب-ب للأغنية المنفردة، «هيلو أميريكا» التي صدرت في فبراير 1980، من الأغاني التي عادة ما تُترك تماماً من قِبل الفرقة. تنوعت مجموعة الأغاني في كل ليلة، من قائمة الأغاني الناجحة من ألبومات مثل أون ثرو ذا نايت، سلانغ، يوفوريا إلى كامل النصف الأول من هاي 'ن' دراي. الجزء الثاني من العرض، أو «العرض الرئيسي»، كان ديف ليبارد نفسها مغنية أفضل ألبوماتها مبيعاً، هستيريا، من البداية حتى النهاية. أُصدر الألبوم الحي، فيفا! هستيريا، في 22 أكتوبر 2013. كانت تلك المرة الأولى التي غنت فيها الفرقة ألبوماً حياً من البداية حتى النهاية.
قامت الفرقة بإعادة تسجيل العديد من أغانيها الناجحة إضافة إلى الألبوم هستيريا بأكمله محاولة لمراوغة شركة التسجيل عن عوائد الملكية الفكرية المستقبلية، إلا أن من بين هذه الأغاني المعاد تسجيلها، لم تصدر منها إلا «روك أوف إيجز»، و«بور سام شغر أون مي»، و«هستيريا».
في يونيو 2013، أعلن فيفيان كامبل عن إصابته بلمفومة هودجكين، وهي نوع خبيث من السرطان يؤثر على خلايا ريد-ستيرنبرغ الموجودة في العقد اللمفية. استمبر كامبل في الغناء مع ديف ليبارد، ولم تقم الفرقة بإلغاء أو إعادة جدولة أية من العروض. مجرد فكرة إلغاء أيٍّ من العروض وعدم القيام بأي شيء أثارت اشمئزاز كامبل، معتقداً بأن الغناء سيكون أفضل طريقة للبقاء متفائلاً. في نوفمبر 2013، أعلن كامبل أنه في فترة سكون المرض. مع ذلك، استمر السرطان في الظهور من جديد، ويتلقى كامبل العلاج الكيميائي مرة أخرى. في حال دخل السرطان مرحلة السكون مرة أخرى، سيقوم كامبل بعملية زراعة خلايا جذعية.
في 11 فبراير 2014، أصدرت الفرقة نسخة ممتازة معدلة من ألبومها لعام 1996، سلانغ بعد عدة تأخيرات. الألبوم، الذي لا يزال مرغوباً من قبل العديد من معجبي الفرقة المخلصين، يتضمن الآن 30 أغنية بما فيها أغاني تجريبية، وأغاني الجانب-ب، وأغانٍ لم تصدر سابقاً. من 23 يونيو 2014 إلى 31 أغسطس 2014، تجولت ديف ليبارد وكيس في 42 مدينة، مع التبرع بدولار لكل تذكرة لمشاريع عسكرية خيرية مثل ووندد واريور بروجكت. شاركت ديف ليبارد في ألبوم تقدير بول مكارتني، ذا أرت أوف مكارتني، بأغنية «هيلين ويلز»، وصدر الألبوم في 18 نوفمبر 2014. ساهم جو إليوت أيضاً بأغنية أخرى، «هاي، هاي، هاي».
في بعض الأوقات الحالية، كانت لدى الفرقة مشاريع تحت الإنشاء، مثل مسلسل كرتوني وفيلم وثائقي. مع ذلك، يبدو أنها عُلقت لأجل غير مسمى. في البداية، خططت الفرقة على القيام بعرض ثابت آخر في لاس فيغاس، هذه المرة من أجل بايرومانيا (باسم فيفا! بايرومانيا)، لكن تبعاً لانشغالها بجولة «هيروز 2014» مع كيس، إضافة إلى ألبوم الاستوديو القادم الغير معنون بعد، يبدو أن ذلك المشروع تأجل لوقت غير معلوم. كان من المخطط في البداية أن يكون الألبوم الجديد اسطوانة مطولة، لكن قائمة الأغاني ازدادت إلى 15 أغنية بحلول يونيو 2014. من المخطط أن يصدر الألبوم في 2015 بالإضافة إلى جولة مرافقة.
في ديسمبر 2014، أعلنت الفرقة عن جولة كندية ب13 تاريخ في أبريل ومايو 2015. تبع ذلك في فبراير 2015 إعلان جولة أمريكية لصيف 2015 مع ستايكس وتيسلا من يونيو إلى أكتوبر 2015. تم تمديد الجولة لاحقاً لتشمل تواريخ في اليابان وأستراليا خلال نوفمبر، وجولة في المملكة المتحدة وإيرلندا مع وايتسنيك في ديسمبر. قررت ديف ليبارد العودة إلى أمريكا الشمالية مع ستايكس وتيسلا في أوائل 2016.
ألبوم الاستوديو الحادي عشر، ديف ليبارد، الذي سُجل في 2014 و2015، أُصدر في 30 أكتوبر 2015. أصدرت الفرقة الأغنية الأولى من ألبومها المعنون شخصياً في 15 سبتمبر 2015 بعنوان «ليتس غو»، مع فيديو موسيقي للأغنية تم إصداره في 30 أكتوبر. كان الظهور الأول للألبوم في المرتبة #10 في لائحة بيلبورد 200 في الولايات المتحدة.
أثناء توقفها بعد جولة 2015، قادت ديف ليبارد الحفلة الموسيقية البحرية هستيريا أون ذا هاي سيز على متن إم إس سي ديفينا في يناير 2016. كان في البداية مخططاً للرحلة أن تكون لرواد الحفلة فقط، إلا أن حجرات السفينة فُتحت لاحقاً للآخرين بسبب المبيعات المنخفضة. كل شيء في الرحلة لم يسر تماماً كما خُطط له عندما لم تستطع السفينة أن ترسو على الجزيرة الخاصة بسبب سوء الأحوال الجوية. استمرت المشاكل حيث أُصيب إليوت بالتهاب الحنجرة في ليلة غناء الفرقة على السفينة. أدى ذلك لقيام الفرقة بالغناء بدون إليوت لأول مرة في تاريخها. قام كلٌّ من فيل كولين وفيفان كامبل بأداء دور إليوت في أغنيتين من قائمة الأغاني السبع المختصرة إضافة إلى أغنيتين بغناء أندرو فريمان واثنتين أخريين مع إريك مارتن وكيب وينغر. علاوة على ذلك، توفي زميل كامبل وفريمان في فرقة لاست إن لاين، وعازف غيتار البيس السابق لديو، جيمي بين بسرطان الرئة على متن السفينة في نفس الليلة، مما أدى لإلغاء لاست إن لاين عرضها في اليوم اللاحق. بعد العودة لليابسة، عانى إليوت في الحفلة الأولى من جولة 2016، مما أدى لانضمام جيف كيث من تيسلا لإليوت في الغناء. أُجلت أيضاً الحفلة الموسيقية لليلة التالية «بسبب المرض»، مع إدلاء ألين على تويتر بأن «الطبيب قال ببساطة أن استمرار جو بالغناء بدون إراحة حنجرته لمدة شهر قد يتسبب بضرر دائم...»

## الأسلوب والإرث الموسيقيان
موسيقى ديف ليبارد خليط من عناصر الهارد روك، وAOR، والبوب، والهيفي ميتال، إضافة إلى صوتياتها المنسجمة متعددة الطبقات، وأنغامها الغيتارية اللحنية. مع ذلك، بالرغم من اعتبارها واحدة من أقوى الفرق الموسيقية في حركة الموجة الجديدة لموسيقى الهيفي ميتال البريطانية في أواخر سبعينات القرن العشرين، في منتصف ثمانينات القرن نفسه، رُبطت الفرقة مع موسيقى الجلام ميتال النامية، بسبب نجاحها السائد وإنتاجها المبهر. صُرح كون بايرومانيا حافز حركة البوب ميتال في الثمانينات. مع ذلك، عبرت ديف ليبارد عن عدم رضاها عن موسيقى «الجلام ميتال»، حيث اعتقدت أنها لا تبين مظهر الفرقة ولا أسلوبها الموسيقي بدقة. مع إصدار ألبوم هستيريا، طورت الفرقة صوتاً مميزاً برزت فيه الطبول الإلكترونية وأصوات الإيتار المحملة بالتأثيرات إضافة إلى جدار متعدد الطبقات من الصوتيات المنسجمة والقوية. استُشهد بكون ديف ليبارد مؤثرة على مدى واسع من الموسيقيين، من فرق موسيقى الهيفي ميتال والثراش ميتال مثل سلاير، وبانتيرا، وميتاليكا كجزء من حركة موسيقى الهيفي ميتال البريطانية، إضافة إلى العديد من الفنانين الحديثين المعروفين مثل مات ناثانسون وتايلور سويفت
مع حصول كلٍّ من بايرومانيا وهستيريا على شهادة «ماسي» من رابطة صناعة التسجيلات الأمريكية، ديف ليبارد واحدة من فرق الروك الخمس الوحيدة بألبومي استوديو أصليين وصلت مبيعاتهما لأكثر من 10 ملايين نسخة لكل منهما في الولايات المتحدة  الفرق الأربع الأخرى هي البيتلز، ولد زبلين، وبينك فلويد وفان هيلين. تميز كل من بايرومانيا وهستيريا في لائحة رولينغ ستون، أفضل 500 ألبوم عبر كل العصور.
كانت ديف ليبارد من أنجح فرق الموجة الجديدة لموسيقى الهيفي ميتال البريطانية في أوائل ثمانينات القرن العشرين. دمجت الفرق بين قوة الميتال الخام وتأكيد البوب على اللحن، والبدايات الجذابة للأغاني، والانسجامات الصوتية التي، بالأخص في الوقت اللاحق، تناقضت بشكل حاد مع فرق البانك والميتال المعاصرة الأقسى. أولى ألبوماتها مثل أون ثرو ذا نايت (1980)، جذبت معجبي الميتال وأثرت في كثيرين أمثال دايمباغ داريل من بانتيرا وجيف هانيمان من سلاير. ألبومات الفرقة اللاحقة هائلة الشهرة، مثل هستيريا (1987)، بدت مختلفة كثيراً بسبب كمالية الفرقة في الاستوديو، لكنها جذبت مدى واسعاً من معجبي الموسيقى.
بالرغم من نجاح الفرقة التجاري الهائل، قال إليوت في مقابل بأنه يشعر أن الفرقة لم تحصل على قدرها المستحق من الاحترام من صحافة الموسيقى البريطانية وصرح بأن الفرقة منعت من مسلسل بي بي سي، ليتر... وذ جولز هولاند لأنها «لم تكن رائعة كفاية».

## أعضاء الفرقة
| الأعضاء الحاليون - ريك سافج - غيتار البيس، مساعد الغناء، غيتار إضافي، آلة مفاتيح إضافية (1977–حتى الآن) - جو إليوت - المغني الرئيسي، غيتار إضافي، آلة مفاتيح إضافية (1977–حتى الآن) - ريك ألين - الطبول، الإيقاع، مساعد الغناء (1978–حتى الآن) - فيل كولين - الإيتار، مساعد الغناء (1982–حتى الآن) - فيفيان كامبل - الإيتار، مساعد الغناء (1992–حتى الآن) | الأعضاء السابقون - توني كيننغ – الطبول، الإيقاع (1977–1978) - بيت ويليس – الإيتار، مساعد الغناء (1977–1982) - ستيف كلارك – الإيتار، مساعد الغناء (1978–1991) مات عام 1991 |

## مشاريع جانبية
عزف فيل كولين الإيتار بدون ذكره في أغنية سام كينيسون، «وايلد ثينغ»، في 1988. أبرز الفيديو أعضاءً من بويزن، وبون جوفي، وموتلي كرو، وغنز آن روزز، ورات، وأيروسميث. قام كولين أيضاً بإنتاج والعزف في ألبوم 1991 أون ذا إدج للفرقة الأسترالية بيبي ستيل.
قام جو إليوت بالغناء في أغنيتين لألبوم عازف غيتار الرولينج ستونز روني وود الفردي لعام 1992، سلايد أون ذس. زوجته ذاك الوقت، كارلا، ظهرت في فيديوهات «أولويز وانتد مور» و«سام بدي إلس مايت». أعضاء متعددون من ديف ليبارد غنوا في تسجيلات تقديرية لجيف بيك، وأيه سي/دي سي، وأليس كوبر.
كونه معجباً لناديه المحلي لكرة القدم، شيفيلد يونايتد، غنى إليوت أغنيتين من الموسيقى التصويرية لفيلم 1996 الموضوع في شفيلد، وين ساترداي كامز (الذي مثل فيه وليد شفيلد الآخر شون بين كلاعب كرة قدم نجم)، الأغنية العنوانية ومقطوعة موسيقية، «جيميز ثيم». غنى إليوت وشارك في كتابة الأغنية الافتتاحية، «دونت لوك داون»، في ألبوم وداع ميك رونسون هيفن آند هال. تم إصدار فيديو ترويجي للأغنية أيضاً.
سايبرناوتس كان مشروعاً يتألف من إليوت وكولين متعاونين مع أعضاء من ذا سبايدرز فروم مارس (فرقة ديفيد بوي السابقة)، باستثناء الراحل ميك رونسون. قدمت المجموعة عدة عروض، مقلدة أغانٍ حقبة زيغي ستاردست لديفيد بوي، وأصدرت ألبوماً واحداً حصرياً على الإنترنت (المحذوف من حينها).
عزف فيفيان كامبل مع فرقتين جانبيتين في السنوات الأخيرة، كلوك والريفردوجز، وسجل ألبوماً فردياً، تو سايدز أوف إف، الذي صدر في 2005. تجول كامبل مع ثين ليزي في أوائل 2011 قبل الانضمام إلى ديف ليبارد في جولتها الأخيرة.
قام كولين بالغناء وعزف الإيتار في فرقة جانبية باسم مان ريز، مع عازف طبول سكس بستولز بول كوك وزميله السابق في فرقة غيرل سايمون لافي. أصدروا ألبومهم الأول في 2008 بعنوان ساريل، والألبوم الثاني بانكفانكروتسروك في 2008.
قام جو إليوت بتأسيس وقيادة الفرقة داون 'ن' آوتس مع أعضاء من الكوايربويز. عزفت الفرقة أغانٍ مقلدة لموت ذا هوبل وفنانين متعلقين مثل بريتيش لايونز وإيان هانتر. قامت الفرقة بإصدار ألبومي استوديو لأغانٍ مقلدة وألبوم حي واحد من نشأتها في 2009.
بعد وفاة روني جيمس ديو، عاد فيفيان كامبل مع بقية أعضاء فرقة ديو الأصليين مع المغني أندرو فريمان لإنشاء لاست إن لاين. قامت الفرقة بتقدير ديو بغناء أغان فترتها الأصلية في الفرقة وستصدر أيضاً ألبوم استوديو بأغانٍ أصلية في 2016.
كوّن جو إليوت، إلى جانب موسيقيين متعددين من بينهم غلين هيوز، وداف مكاغان، وسيباستيان باخ، ومات سوروم، وغيلبي كلارك، وستيف ستيفنز، فرقة باسم كينغز أوف كايوس، التي تألف كتالوجها من أغان لديب بيربل، وديف ليبارد، وغنز آن روزز، وفرق أخرى. في 2012، سجلت كينغز أوف كايوس نسختها من أغنية ديب بيربل الكلاسيكية، «نيفر بيفور»، بقيام جو إليوت بالغناء. غنت كينغز أوف كايوس ستون فيست في أستراليا إضافة لبضع تواريخ في أمريكا الجنوبية في 2013.
أسس فيل كولين مشروع بلوز باسم دلتا ديب مع المغنية ديبي بلاكويل كوك، وأصدرت الفرقة ألبومها الأول باسمها في 2015.

## الديسكوغرافيا
ألبومات الاستوديو
- أون ثرو ذا نايت (1980)
- هاي 'ن' دراي (1981)
- بايرومانيا (1983)
- هستيريا (1987)
- أدرينالايز (1992)
- سلانغ (1996)
- يوفوريا (1999)
- X (2002)
- ياه! (2006)
- سونغز فروم ذا سباركل لاونج (2008)
- ديف ليبارد (2015)

## وصلات خارجية
- ديف ليبارد على موقع IMDb (الإنجليزية)
- ديف ليبارد على موقع الموسوعة البريطانية (الإنجليزية)
- ديف ليبارد على موقع ميوزك برينز (الإنجليزية)
- ديف ليبارد على موقع رولينغ ستون (الإنجليزية)
- ديف ليبارد على موقع أول ميوزيك (الإنجليزية)
- ديف ليبارد على موقع ديسكوغز (الإنجليزية)
- ديف ليبارد على موقع ديسكوغز (الإنجليزية)

- الموقع الرسمي لديف ليبارد